# Грамофон и маслини за моите приятели
„Грамофон и маслини за моите приятели“ е български телевизионен игрален филм (социална драма) от 1965 година на режисьора Неделчо Чернев, по сценарий на Никола Русев. Оператор е Георги Карайорданов. Музика Иван Маринов, художник Петко Бончев. .
„Грамофон и маслини за моите приятели“ е продължение на „Русият и Гугутката“ (1964). 

## Актьорски състав
| В главните роли                                                  | Изпълнител            |
| ---------------------------------------------------------------- | --------------------- |
| Спас Тумангелов - Гугутката, собственик на бакалията „Нов живот“ | Георги Калоянчев      |
| Зафир, милиционерът                                              | Коста Цонев           |
| Стефан, началникът на милицията                                  | Георги Георгиев – Гец |
| бай Ефтимко, помощник на Гугутката                               | Димитър Панов         |
| Орда                                                             | Ванча Дойчева         |
| каруцарят                                                        | Григор Вачков         |
| приятелката на Панчо                                             | Невена Коканова       |
| Панчо, черноборсаджията                                          | Иван Комитов          |
| Арсо Шопа                                                        | Иван Братанов         |
| малчуганът                                                       | Бойчо Автов           |
| Асен                                                             | Димитър Бочев         |
| момичето на Русия                                                | Невена Мандаджиева    |
| Русия                                                            | Петър Чернев          |
| Киро Мъглата, кръчмарят                                          | Борис Иванов          |
| аптекарят                                                        | Димитър Миланов       |
| жената на аптекарят                                              | Виолета Георгиева     |
| амнистарят                                                       | Георги Попов          |
|                                                                  | Лео Конфорти          |
|                                                                  | Найчо Петров          |
|                                                                  | С. Симов              |
|                                                                  | Г. Геров              |
|                                                                  | В. Инджов             |
|                                                                  | В. Лечев              |
|                                                                  | Н. Динев              |
|                                                                  | Ц. Стойчев            |